# OPEN HOUSE
『OPEN HOUSE』（オープンハウス）は、1997年に製作された日本映画。 1998年6月20日みちのく国際ミステリー映画祭'98in 盛岡にて上映され、2003年12月13日より一般公開となった。原作は、辻仁成の同名小説。行定勲監督。

## キャスト
- ミツワ：椎名英姫
- トモノリ：川岡大次郎
- ユイコ：南果歩
- マキ：初瀬かおる（川越美和）
- 小川：小木茂光
- カメラマン：モロ師岡
- ミヤケ：村田雄浩
- 面接官・川上：利重剛
- 不動産会社の男・後藤：光石研
- 不動産会社の男・後藤の部下：津田寛治
- 刑事：塩見三省
- ユイコの母、トキコ：加藤登紀子
- 竹下宏太郎
- 日置明子
- 大野麻那
- 手塚とおる
- 田中哲司
- 春木みさよ
- 朝岡実嶺
- 筒井真理子

## 主題歌
- 「オープンハウス」辻仁成

## 原作小説
- オープンハウス（1994年3月4日、集英社 ISBN 978-4087740578）
- オ－プンハウス（1998年3月20日、集英社文庫 ISBN 978-4087487589）